# Kompetenznetze in der Medizin
Kompetenznetze in der Medizin sind ab 1999 vom Bundesministerium für Bildung und Forschung (BMBF) initiierte überregionale, krankheitsspezifische Forschungsnetzwerke, deren Ziel die Verbesserung der Zusammenarbeit in der horizontalen (Verknüpfung der Forschergruppen von der Grundlagenforschung bis zur Versorgungsforschung) und der vertikalen (Transfer von Wissen zwischen Forschung und Versorgung) Ebene ist. Im Rahmen des Gesundheitsforschungsprogramms hat das BMBF zu vier Zeitpunkten insgesamt 21 krankheitsspezifische Kompetenznetze in die Förderung aufgenommen:
1999:
- zu neurologischen Krankheitsbildern: Depression und Suizidalität, Schizophrenie, Parkinson-Krankheit, Schlaganfall
- zu Entzündungserkrankungen: chronisch-entzündliche Darmerkrankungen und entzündlich-rheumatische Systemerkrankungen
- zu Krebserkrankungen: akute und chronische Leukämien, Maligne Lymphome, pädiatrische Onkologie und Hämatologie

2001:
- zu Infektionserkrankungen: ambulant erworbene Pneumonie, Hepatitis, HIV/AIDS und Sepsis

2003:
- zu Herz-Kreislauf-Erkrankungen: angeborene Herzfehler, Vorhofflimmern und Herzinsuffizienz

ab 2007:
- weitere Krankheitsgebiete: degenerative Demenzen, Adipositas, Diabetes mellitus, Asthma/COPD, multiple Sklerose

Die Kompetenznetze in der Medizin arbeiten gemeinsam mit weiteren medizinischen Forschungsverbünden und -einrichtungen in der Dachorganisation TMF – Technologie- und Methodenplattform für die vernetzte medizinische Forschung zusammen, um übergreifende rechtlich-ethische, technologische und organisatorische Fragen zu lösen und gemeinsam Qualitätsstandards weiterzuentwickeln.